# Мамлютский район
Мамлю́тский райо́н (каз. Мәмлүт ауданы) — район в Северо-Казахстанской области Казахстана. Административный центр — город Мамлютка.

## География
Район богат озёрами, есть болота, реки почти отсутствуют.

## История
Мамлютский район образован в составе Казахской АССР Постановлением Президиума Центрального исполнительного комитета Казахской АССР от 17 января 1932 года из части Петропавловского района. 10 марта 1932 года Мамлютский район вошёл в состав новообразованной Карагандинской, а 29 июля 1936 года — выделившейся из неё Северо-Казахстанской области Казахской АССР (с 5 декабря 1936 года — Казахской ССР). 14 сентября 1957 года к Мамлютскому району была присоединена часть территории упразднённого Петропавловского района.

## Население
Национальный состав (на начало 2019 года):
- русские — 10 412 человек (58,35 %)
- казахи — 4492 человек (25,17 %)
- татары — 1206 человек (6,76 %)
- немцы — 643 человек (3,60 %)
- украинцы — 382 человек (2,14 %)
- белорусы — 128 человек (0,72 %)
- литовцы — 72 человек (0,40 %)
- азербайджанцы — 56 человек (0,31 %)
- поляки — 31 человек (0,17 %)
- чуваши — 33 человек (0,18 %)
- другие — 390 человек (2,19 %)
- Всего — 17 845 человек (100,00 %)

## Транспорт
Протяжённость сети автомобильных дорог общего пользования на территории района составляет 403,4 километра, в том числе 93 км — дороги республиканского значения, 105 км — областного значения, 205,4 км — районного значения. 50 % составляют трассы с асфальтобетонным и чёрным покрытием, 32 % — с гравийным покрытием и 18 % — грунтовые дороги. На автодорогах находится 1 мост и путепровод протяженностью 720 метров.
Организовано автобусное сообщение населённых пунктов района с райцентром, с городом Петропавловском. Населённые пункты района связывают 8 внутриобластных автобусных маршрутов, 1 внутригородской, 1 — внутрирайонный, 2 — пригородных, 3 — межобластных и 1 — международный.
Район связан железнодорожным сообщением в направлении городов Петропавловск, Курган; общая протяженность железных дорог составляет 40 км.

## Административно-территориальное деление
| Сельский округ/город            | Административный центр | Площадь, км² | Население, чел. (2011) | Населённые пункты                                     |
| ------------------------------- | ---------------------- | ------------ | ---------------------- | ----------------------------------------------------- |
| город Мамлютка                  | -                      | 5,6          | 7437                   | Мамлютка                                              |
| Андреевский сельский округ      | Андреевка              | 294,37       | 1160                   | Андреевка, Бостандык, Владимировка                    |
| Беловский сельский округ        | Белое                  | 274          | 1407                   | Белое, Щучье, Чистое, Сливное, Коваль                 |
| Воскресеновский сельский округ  | Воскресеновка          | 341,74       | 1557                   | Воскресеновка, Становое, Искра                        |
| Дубровинский сельский округ     | Дубровное              | 511,13       | 1843                   | Дубровное, Михайловка, Новодубровное, Пчелино         |
| Кызыласкерский сельский округ   | Кызыласкер             | 295,9        | 1004                   | Кызыласкер, Раздольное, Степное                       |
| Краснознаменский сельский округ | Краснознамённое        | 354,62       | 1608                   | Краснознамённое, Калугино, Беловка                    |
| Леденёвский сельский округ      | Леденёво               | 223          | 837                    | Леденёво, Новоандреевка                               |
| Ленинский сельский округ        | Ленино                 | 284,93       | 1095                   | Бике, Октябрь, Дачное                                 |
| Новомихайловский сельский округ | Новомихайловка         | 531,5        | 2746                   | Новомихайловка, Минкесер, Бексеит, Токаревка, Катанай |
| Пригородный сельский округ      | Покровка               | 235,09       | 1124                   | Покровка, Красный Октябрь, Остановочный пункт 2591 км |
| Становский сельский округ       | Афонькино              | 319,84       | 949                    | Афонькино, Новоукраинка, Орёл                         |